# Wieczór z Dziennikiem
Wieczór z Dziennikiem – codzienny program informacyjny emitowany przez Telewizję Polską w okresie od 10 października 1976 do 20 grudnia 1979, będący kontynuacją Dziennika Telewizyjnego. Prowadziło go trzech prezenterów. Zaczynał się o godzinie 19.30. Początkowo trwał 90 minut, ale w późniejszych latach został skrócony do 45 minut.